# Patra
Patra, nome artístico de Dorothy Smith (22 de janeiro de 1972 em Kingston), é uma cantora de reggae jamaicana.

## Discografia

### Álbuns
- Queen of the Pack (1993)
- Scent of Attraction (1995)
- The Great Escape (2003)
- Where I've Been (2005)

### Singles
| Ano  | Título                  | Posições nas paradas  | Posições nas paradas | Posições nas paradas | Posições nas paradas | Álbum               |
| Ano  | Título                  | EUA Billboard Hot 100 | EUA R&B              | EUA Rap              | EUA Dance            | Álbum               |
| ---- | ----------------------- | --------------------- | -------------------- | -------------------- | -------------------- | ------------------- |
| 1993 | "Think (About It)"      | –                     | 89                   | 21                   | –                    | Queen of the Pack   |
| 1994 | "Worker Man"            | 53                    | 20                   | 5                    | 1                    | Queen of the Pack   |
| 1994 | "Romantic Call"         | 55                    | 35                   | 9                    | 21                   | Queen of the Pack   |
| 1995 | "Pull Up to the Bumper" | 60                    | 21                   | –                    | 15                   | Scent of Attraction |
| 1996 | "Scent of Attraction"   | 82                    | 31                   | –                    | –                    | Scent of Attraction |